# ایرج یکه‌زارع
ایرج یکه‌زارع (۱۵ دی ۱۳۲۰ – ۲۰ مهر ۱۴۰۰) کاریکاتوریست ایرانی بود.

## زندگی حرفه‌ای
ایرج یکه‌زارع درسال ۱۳۲۰ در تهران بدنیا آمد از دوران کودکی به نقاشی علاقه زیادی داشت و کم‌کم به سمت هنر کاریکاتور کشیده شد. وی سال ۱۳۴۵ کارش را با مجله توفیق شروع کرد و سال ۱۳۴۷ از توفیق بیرون آمد و به مجله کاریکاتور رفت.

## بیماری و درگذشت
ایرج یکه‌زارع مدت‌ها بود که مبتلا به بیماری دیابت بود و کمی از بینایی‌اش را از دست داده بود. وی به دلیل عوارض ناشی از ابتلا به بیماری کرونا روز سه‌شنبه ۲۰ مهر ۱۴۰۰ در سن ۷۹ سالگی درگذشت. وی در ۲۴ مهر ۱۴۰۰ در قطعه هنرمندان بهشت زهرا  به خاک سپرده شد.